# The Caution Horses
The Caution Horses è il terzo album del gruppo musicale canadese dei Cowboy Junkies, pubblicato dalla RCA Records nel febbraio del 1990.
Lo stile musicale del gruppo prende un deciso orientamento sul new country rock alternativo.

## Tracce
Brani composti da Michael Timmins, eccetto dove indicato.
1. Sun Comes Up, It's Tuesday Morning – 3:56
2. 'Cause Cheap Is How I Feel – 4:13
3. Thirty Summers – 4:15
4. Mariner's Song – 6:20
5. Powderfinger – 5:46 (Neil Young)
6. Rock and Bird – 3:30
7. Witches – 2:44 (Margo Timmins, Michael Timmins)
8. Where Are You Tonight? – 5:07
9. Escape Is So Simple – 5:15
10. You Will Be Loved Again – 3:26 (Mary Margaret O'Hara)

Durata totale: 44:32

## Formazione
- Margo Timmins - voce
- Michael Timmins - chitarra
- Alan Anton - basso
- Peter Timmins - batteria

Musicisti aggiunti
- Jeff Bird - mandolino, armonica, fiddle
- Jaro Czerwinec - accordion
- Kim Deschamps - chitarra pedal steel, chitarra lap steel
- David Houghton - percussioni

Note aggiuntive
- Peter Moore - produttore
- Michael Timmins - produttore
- Registrato e mixato al Eastern Sound di Toronto, Canada nel dicembre del 1989
- Peter Moore - ingegnere della registrazione e del mixaggio, masterizzazione digitale
- Tom Henderson - ingegnere della registrazione
- Jeff Ham - assistente ingegneri della registrazione
- Martin Lee - assistente ingegneri della registrazione
- Cowboy Junkies - mixaggio[1]